# Enfermedad de Canavan
La enfermedad de Canavan (enfermedad de Canavan-Van Bogaert-Bertrand), también conocida como degeneración esponjosa del cerebro o deficiencia de aspartoacilasa, es un trastorno hereditario del metabolismo del ácido aspártico que se caracteriza por la degeneración progresiva de la materia blanca del cerebro (es una de las enfermedades genéticas que se conocen con el nombre de leucodistrofia). Concretamente se produce una degeneración de la mielina de la bicapa lipídica, que aísla el axón de muchas neuronas. Es una de las enfermedades degenerativas del cerebro más comunes en la infancia.

## Causas, incidencia y factores de riesgo
La enfermedad de Canavan se hereda como rasgo autosómico recesivo y es más común entre los judíos ashkenazíes que en el resto de la población. Se produce por poseer un gen ASPA defectuoso, que es el responsable de la producción de la enzima aspartoacilasa. Esta enzima hidroliza el ácido N-acetilaspártico, cuyo papel es importante en el mantenimiento del equilibrio osmótico del cerebro y en la transmisión del aspartato.
La deficiencia de la enzima aspartoacilasa ocasiona la acumulación del ácido N-acetilaspártico en el cerebro, lo cual interfiere en el crecimiento de las vainas de mielina de las neuronas, que son las que permiten una transmisión eficiente del impulso nervioso.
Los casos característicos tienen aparición de los síntomas el primer año de vida. Los padres tienden a notar cuando un niño no está alcanzando las pautas fundamentales del desarrollo, incluyendo deficiencia del tono muscular y falta de control de la cabeza. Finalmente, el niño puede desarrollar problemas de alimentación, convulsiones y pérdida de la visión.
Aunque la muerte a menudo ocurre antes de los 18 meses de edad, algunos viven hasta los años de adolescencia o, rara vez, hasta los primeros años de la vida adulta.

## Síntomas
- Antecedentes familiares de enfermedad de Canavan
- Disminución del tono muscular (hipotonía), especialmente en los músculos del cuello
- Postura anormal con los brazos flexionados y las piernas estiradas
- Dificultades en la alimentación
- Regurgitación nasal
- Dificultad en la deglución
- Reflujo con vómito
- Aumento en el tamaño de la cabeza (macrocefalia)
- Falta de control de la cabeza
- Insuficiencia para cumplir con las pautas del desarrollo
- Convulsiones
- Retardo mental severo
- Ceguera

## Signos y exámenes
- Hiperreflexivo
- Rigidez articular
- Atrofia óptica

Exámenes:
- Una tomografía axial computerizada de la cabeza revela degeneración de materia blanca (leucodistrofia)
- Una resonancia magnética de la cabeza revela degeneración de materia blanca (leucodistrofia).
- Un análisis de orina muestra incremento de ácido-N-acetilaspártico.
- Un análisis del líquido cefalorraquídeo muestra incremento de los niveles de ácido-N- acetilaspártico.
- Un análisis sanguíneo muestra incremento de ácido-N-acetilaspártico en sangre.
- Prueba genética positiva para la mutación del gen aspartoacilasa. Es indicada para familias de judíos ashkenazíes o con altas posibilidades de ser portadoras de la enfermedad. Se han registrado 2 variaciones del gen, una de ellas causada por dos mutaciones puntuales que afecta al 98% de los enfermos judíos ashkenazíes y la otra producida por una mutación que afecta a la mayoría de los demás casos. Las enfermedades que no sean caracterizadas por una de estas dos mutaciones deberían ser estudiadas por un análisis de secuenciación o analizando posibles delecciones o inserciones del gen.[2]
- Tratamiento prenatal que consiste en medir la concentración de NAA en el líquido amniótico durante las semanas 16-18 de gestación. Es indicada para parejas en las que se conoce que uno de los padres es portador de la enfermedad y del otro no se tienen datos.

## Tratamiento y vigilancia
El tratamiento tiene como objetivo aliviar los síntomas de la enfermedad, pero no existe uno específico. Es un tratamiento de apoyo dirigido a suministrar un consumo de comida adecuado, al igual que su hidratación (se puede utilizar un Tubo-G si se encuentran dificultades), y gestionando la aparición de posibles enfermedades infecciosas. Una terapia física basada en ejercicios y cambios en la postura minimiza la aparición de contracturas, y maximiza las habilidades motoras; los programas de educación especial mejoran las habilidades comunicativas. Las convulsiones son tratadas con drogas antiepilépticas.
En los primeros años de vida se debe hacer un seguimiento cada 6 meses para evaluar el desarrollo y las evidencias de nuevos problemas.

## Expectativas (pronóstico)
La enfermedad de Canavan ocasiona una degeneración del sistema nervioso central y es probable que se produzca una discapacidad progresiva. Generalmente la muerte ocurre en la primera o segunda década de vida.

## Complicaciones
Este es un trastorno generalmente mortal que involucra incapacidades severas como retardo mental, ceguera e incapacidad para caminar.

## Situaciones que requieren asistencia médica
Se debe buscar asistencia médica si un niño presenta síntomas de la enfermedad de Canavan.

## Prevención
Se recomienda el asesoramiento genético para los futuros padres que tienen antecedentes familiares de enfermedad de Canavan, especialmente si ambos padres tienen ascendencia judía asquenazí. Para este último grupo, la prueba de ADN casi siempre puede decirles si uno o ambos padres son portadores.

## Investigaciones actuales
Se está investigando el uso de citrato de litio, que puede reducir la concentración de NAA en el cerebro. En la investigación se experimentó con 6 enfermos a los que se les suministró citrato de litio durante 60 días, y los resultados fueron un decremento del NAA en los ganglios basales y una leve mejora de la materia blanca frontal.
También se está investigando suministrar triacetín, que en el cerebro puede sufrir un corte enzimático formando acetato y puede penetrar más fácilmente que éste en el cerebro. Esto es beneficioso porque la enzima defectuosa de esta enfermedad, la aspartoacilasa, convierte el NAA en aspartato y acetato, con lo que al no funcionar correctamente los afectados van a poseer una deficiencia de acetato durante el desarrollo cerebral, que es uno de los motivos por el cual no se produce de forma correcta. Esto ha tenido muy buenos resultados en estudios con ratas.
También un grupo de investigadores de la University of Medicine and Dentistry of New Jersey han desarrollado una terapia génica que consiste en la inserción de 6 catéteres en el cerebro. Estos suministran una solución que contiene cientos de millones de partículas de virus (una versión modificada de AAV), diseñados para reemplazar la enzima aspartoacilasa. Los niños tratados con este tratamiento han mostrado grandes mejoras, incluyendo el crecimiento de mielina con niveles bajos de la toxina NAA.
Existen trabajos con terapia celular basada en células madre pluripotentes inducidas humanas (iPSC).